# Duke McKenzie
Duke McKenzie (* 5. Mai 1963 in Surrey, England) ist ein ehemaliger britischer Boxer im Superbantam-, Bantam- und Fliegengewicht.

## Profikarriere
Am 23. November im Jahre 1982 gab er erfolgreich sein Profidebüt. Am 5. Oktober des Jahres 1988 wurde er im Fliegengewicht Weltmeister der IBF, als er Rolando Bohol in Runde 11. durch technischen K. o. schlug. Im Jahr darauf verteidigte er diesen Gürtel gegen Tony DeLuca mit einem T.-K.-o.-Sieg und verlor ihn durch einstimmigen Beschluss gegen Dave McAuley.
Ende Juni 1991 boxte er gegen Gaby Canizales im Bantamgewicht um den WBO-Weltmeistertitel und siegte nach Punkten. Nach zwei erfolgreichen Titelverteidigungen nahm ihm Rafael Del Valle den Gürtel durch T.K.o. am 13. Mai 1992 ab.
Im Oktober des darauffolgenden Jahres trat er im Superbantamgewicht gegen Jesse Benavides um die WBO-Weltmeisterschaft an und schlug ihn durch einstimmige Punktrichterentscheidung. Diesen Titel verlor er in seiner ersten Titelverteidigung im Juni des darauffolgenden Jahres an Daniel Jiménez durch Mehrheitsentscheidung.
Im Jahre 1998 beendete er seine Karriere.